# Deurali (Nuwakot)
Pour les articles homonymes, voir Deurali.
Deurali (en népalais : देउराली) est un comité de développement villageois du Népal situé dans le district de Nuwakot. Au recensement de 2011, il comptait 3 656 habitants.